# Волинський похід Михайла Всеволодовича
Волинський похід Михайла Всеволодовича (осінь 1236) — масштабна кампанія, організована Михайлом Всеволодовичем після розгрому галицьких бояр під Кам'янцем та полону болохівських князів (весна 1236).

## Історія
Михайло Всеволодович та Ізяслав Мстиславович в ультиматумі Романовичам назвали болохівських князів своїми братами.
Наступ на Волинь планувався з кількох напрямків: Михайло Всеволодович з півдня, Конрад Мазовецький із заходу, половці зі сходу. Однак, ще до їхнього з'єднання половці пішли розоряти Галицьку землю, а Конрад був розбитий Васильком Романовичем під Червеном і втратив багато воїнів, які потонули в річці Вепр.
Після цього успіху Романовичі змогли перейти в наступ, здійснивши набіг на околиці Звенигорода (літо 1237). Михайло Грушевський об'єднує цей похід з облогою Галича, в результаті якого Данило Романович отримав від Михайла Перемиське князівство, і відносить мир до осені 1237 року.